# 土井一郎
土井 一郎（どい いちろう、1952年3月27日 - ）は、日本の作曲家、ジャズ・ピアニスト。2018年11月5日すい臓がんのため死去。

## 来歴
大阪府出身。大阪府立高津高等学校卒業、大阪教育大学特音中退。音楽教師だった父親の影響を受け、音楽に興味を持ち始めた。高校卒業後のわずかな期間、大阪でプロとしての演奏活動をしていたが、より自由な活動を求めて単身上京。1974年に松本英彦クァルテットに参加して、プロのジャズピアニストとして本格的な活動を始めた。1975年には山口真文クァルテットに加わり、ジャズコンボにおけるピアニストの役割の基礎を学んだ。翌年には新宿ジャズ大賞を受賞。1979年には渡米し、数々のセッションに参加。帰国後には、鈴木勲グループ、ジョージ大塚グループに加わり、日本での活動を再開。サイドメンとして約8年間活動し、レイ・ブラウン、ラリー・コリエル、アラン・ドーソン、ハンク・ジョーンズらとも、共演を果たした。1990年代は、自己のグループ「ミリオンパラ」やピアノソロのレコーディング中心に活動、2000年以降は作曲活動に重点を置いている。2008年から2年あまりの創作期間を経て2011年「24のプレリュードとフーガ」を完成させ、出版と同時に自らの演奏で録音も敢行した。現在はトリオを中心として演奏活動を継続中である。2018年11月5日すい臓がんのため死去。

## 音楽性
ビル・エヴァンス、ウイントン・ケリーの影響によるメインストリームのモダンジャズが基本スタイルではあるが、ジョー・ザヴィヌルの音楽アプローチにも興味を示し、1980年頃から約25年間、シンセサイザーを使用したフュージョンサウンドも並行して、演奏してきた。その他、長年ピアノソロの研究を行っており、異質とも思える多様な音楽を同時に身に付け、自己の音楽に昇華するのが、土井一郎の音楽性とも言える。

## ディスコグラフィ
- 主なリーダーアルバム
- 日本クラウン
  - Sometime Later (1990)
  - Tao (1991)
  - Just Me (1993)
  - Just Me Again (1994)
  - Bitter Sweet (1997)
  - Another Paradise (2002)
- スタジオソングス
  - 24 Preludes and Fugues (2011)
  - Hauntingly (2013)
  - Bounce Back (2016)
- 主な参加アルバム
  - Let Me Love You (1976)
  - Leeward (1978)
  - Mongolian Chant (1980)
  - Bamboo Dance (1980)
  - Samba Club (1980)
  - Three Cushions (1981)
  - Face To Space (1984)
  - Hot Fruits (1985)
  - Elsa (1985)